# Solenopsis altinodis
Solenopsis altinodis es una especie de hormiga del género Solenopsis, subfamilia Myrmicinae.

## Distribución
Esta especie se encuentra en Costa Rica, Guayana Francesa, Guyana, Panamá y Venezuela.